# Pirogovka (Astrachaňská oblast)
Pirogovka je sídlo vesnického typu (selo) v Achtubinském rajónu Astrachaňské oblasti Ruska. Je sídlem stejnojmenného vesnického okresu.
Nachází se 67 km jižně od Achtubinska.

## Historie
Vesnice vznikla na konci 18. století. Byla pojmenována po rodině Pavla Petroviče Pirogova. Od roku 1833 se počet obyvatel zvýšil o nově příchozí z Voroněžské gubernie. Roku 1931 zde vznikl kolchoz na počest Vladimíra Iljiče Lenina.
Dne 6. srpna 2004 byl vesnici udělen statut vesnického sídla